# Rullsylta

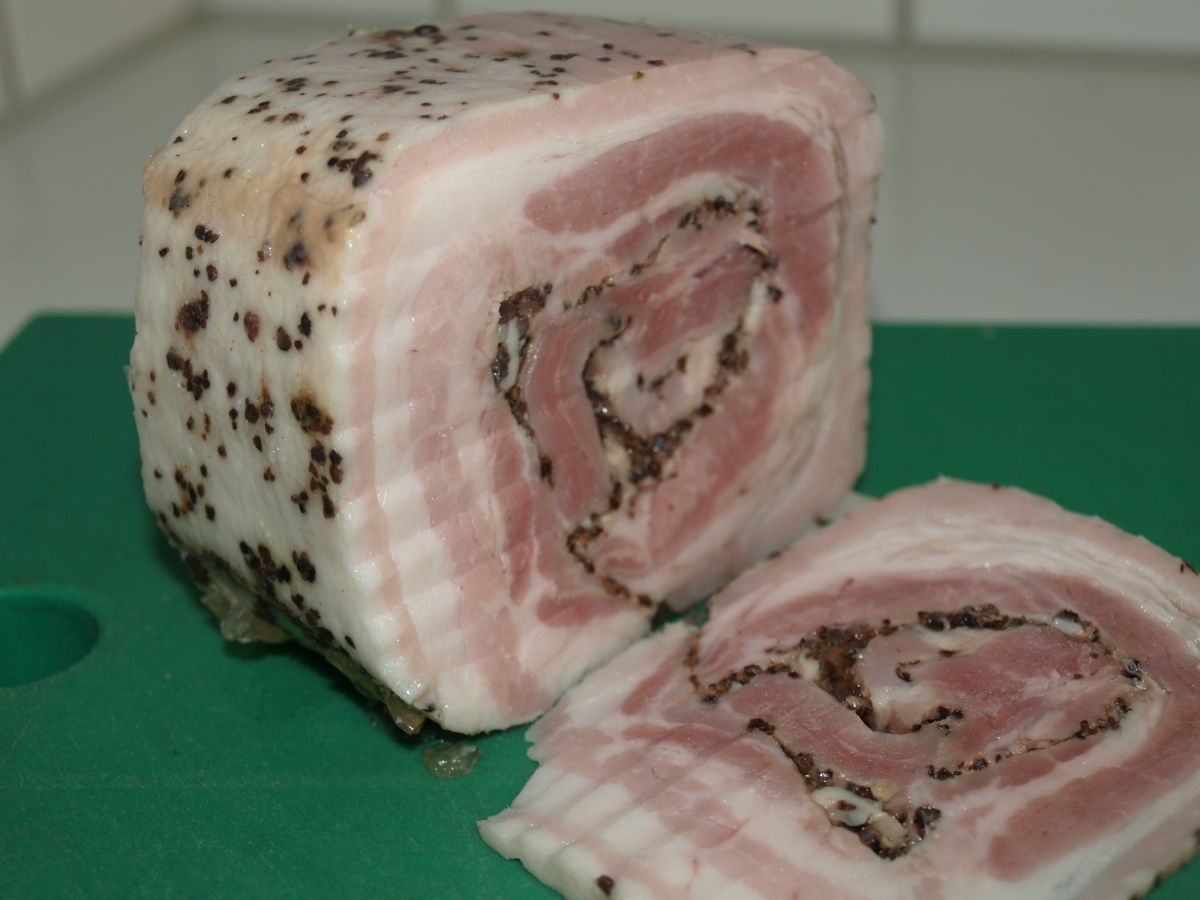
Rullsylta utan svål

Rullsylta är en traditionell variant på den kallskurna maträtten sylta, som är vanlig på det svenska julbordet. Ett vanligt tillbehör är senap, men rullsylta kan även serveras tillsammans med inlagda rödbetor eller rödbetssallad. Rullsylta kan även användas som pålägg på smörgåsar. Huvudingredienserna är rimmat sidfläsk och olika kryddor, till exempel senapsfrö. I bland används även gul lök, grönsaker och gelatin vid tillagningen.

## Tillagning (enklare beskrivning)
Rullsylta tillagas genom att man skär bort nästan hela svålen från fläsket med en vass kniv, men låter svålen sitta fast på ena långsidan. Sedan skär man sidfläsket mitt itu utan att helt dela köttet, och så viker man ut båda halvorna. Därefter tillsätter man kryddorna och övriga ingredienser, som fördelas jämnt över hela köttstycket. Sidfläsket rullas sedan ihop till en rulle, där man låter den kvarvarande svålen hålla ihop rullen. För att rullen inte ska falla isär vid tillagningen binder man ihop den med ett bomullssnöre. Det går att tillaga rullsylta i ugn, men vanligast är att man istället sjuder rullen i vatten tills köttet längst in i rullen uppnår en temperatur av 70–75 °C. Rullsyltan ska sedan ligga i press över natten i kylskåp.
Eftersom rullsylta är en gammal och traditionell maträtt kan recept och tillagning variera en del. Detta gäller särskilt kryddningen, som ofta varierar på grund av regionala traditioner och tillfälliga trender.

## Servering
Före servering kan man ta bort svålen, men vissa föredrar att låta svålen sitta kvar. Rullsylta serveras företrädesvis kylskåpskall, skuren i tunna skivor.